# Marosesd
Marosesd (románul: Mărășești) falu Maros megyében, Erdélyben. Közigazgatásilag Mezőbánd községhez tartozik.

## Fekvése
A Mezőség délkeleti részén fekszik, Mezőbándtól 2 km-re északnyugatra.